# 莱斯利·奥格尔
莱斯利·奥格尔（1927年1月12日—2007年10月27日）是一位英国化学家，知名于在生命起源上的研究，毕业于牛津大学，1962年当选英国皇家学会会士，1990年当选美国国家科学院外籍院士，1993年获尤里奖章。